# SAP S/4HANA
SAP S/4HANA ist eine ERP-Softwarelösung der SAP SE und Nachfolger des bisherigen Kernprodukts SAP ECC (SAP ERP Central Component). Das S steht dabei für simple oder suite, die 4 für die vierte Produktgeneration und SAP HANA (High Performance Analytic Appliance) für die zugrunde liegende Datenbanktechnologie. SAP S/4HANA ist das seitens SAP favorisierte Produkt für den Einsatz in einer Cloud.

## Verwendung
SAP erweitert mit SAP S/4HANA die bestehende ERP-Software-Produktlinie, die alle alltäglichen Prozesse eines Unternehmens abdecken soll. Die ERP-Software bietet sowohl Funktionen des täglichen Geschäfts als auch Industrielösungen. Ebenfalls sind die typischen SAP-Produkte enthalten (SAP SRM, SAP CRM und SAP SCM).
Bestimmte zentrale Funktionen sind bereits im digitalen Kern von SAP S/4HANA enthalten. Andere Funktionen stehen als LoB Solutions (Line of Business Solutions) zur Verfügung. Diese Lösungen bieten einen zusätzlichen Funktionsumfang. Sie müssen aber gesondert lizenziert und installiert werden.
Die neue SAP Business Suite 4 nutzt die neue SAP-HANA-Datenbank. Daher kommt der Name des Produkts, SAP S/4HANA. Dagegen unterstützen die bisherigen SAP-R/3-Lösungen ebenso Datenbanken von Oracle, Microsoft und IBM.
Mit diesem Produkt hat SAP die Cloud-Strategie offiziell bestätigt und vorangetrieben.

## Geschichte
Die erste Produktpräsentation erfolgte am 3. Februar 2015 an der New Yorker Börse. Präsentiert wurden dabei Cloud- und On-Premise-Lösungen. Cloud-Lösungen wurden auf der SAPPHIRE (der jährlichen SAP-Kundenkonferenz) am 6. Mai 2015 in Orlando (Florida) zur Verfügung gestellt.
SAP S/4HANA gilt als eines der größten Updates in der SAP-ERP-Welt, betreffend Plattform und Strategie. Nebenbei wurden allerdings auch die Funktionalität, die Verfügbarkeit, die Preisfestlegung und die Migration rund um SAP S/4HANA in Frage gestellt.
Bis zum 21. April 2015 wurde das Produkt 370 Mal verkauft, im dritten Quartal 2015 stieg die Zahl auf 1.300. Bis zum Jahresende 2019 gab es 3.180 Implementierungen. Laut SAP haben sich bis Ende 2020 rund 16.000 Kunden für SAP S/4HANA entschieden, das entspricht einem Anstieg von 2.200 Kunden gegenüber dem Vorjahr.
Seit 2018 verwendet S/4HANA eine neue technische Basis, die ABAP-Platform und nicht mehr die Basis SAP NetWeaver.
Wettbewerbsprodukte zu SAP HANA im Bereich „Software-as-a-Service“ (SaaS) werden von den großen Softwarehäusern Oracle, Microsoft, Infor und Workday Inc. angeboten.

## Versionen
SAP S/4HANA existiert in den beiden Versionen On-Premises und Cloud. Zusätzlich besteht die Möglichkeit, SAP S/4HANA in Form eines hybriden Betriebsmodells zu nutzen (Teile On-Premise, Teile in der Cloud).
SAP bietet derzeit verschiedene Pakete an, die die Einführung von SAP S/4HANA Cloud erleichtern sollen: RISE with SAP (Private Cloud) und GROW with SAP (Public Cloud).
Aktuell werden in der Produktfamilie diese Optionen unterschieden:
Cloud-Lösungen (Software as a Service oder Software Subscriptions)
- SAP S/4HANA Cloud, Public Edition (früher: SAP S/4HANA Cloud, essentials edition oder Multi-Tenant-Edition)
- SAP S/4HANA Cloud, Private Edition (früher: SAP S/4HNA Cloud, extended edition oder Single-Tenant Edition)

Any-Premise-Lösungen (auf jeder Infrastruktur)
- SAP S/4HANA On-Premise managed by SAP (SAP HANA Enterprise Cloud)
- SAP S/4HANA On-Premise (On-Premise or managed by cloud provider Hyperscalers)

Die SAP S/4HANA Cloud steht für spezifische Branchen und 42 Länder zur Verfügung. Die RISE with SAP S/4HANA Cloud, private edition bietet den gleichen Funktionsumfang wie die On-Premise-Lösung und steht für 64 Länder, in 39 Sprachen und für 25 Branchen zur Verfügung.

## Übersicht der Release-Stände (On-Premise und Cloud)
On-Premise
- SAP S/4HANA für Finanzen 1503: März 2015
- SAP S/4HANA 1511: 11. November 2015
- SAP S/4HANA für Finanzen 1605: Mai 2016
- SAP S/4HANA 1610: 31. Oktober 2016
- SAP S/4HANA 1709: 15. September 2017
- SAP S/4HANA 1809: 21. September 2018
- SAP S/4HANA 1909: 20. September 2019
- SAP S/4HANA 2020: 7. Oktober 2020 (geänderte Nomenklatur[22])
- SAP S/4HANA 2021: 12. Oktober 2021[23][24]
- SAP S/4HANA 2022: 12. Oktober 2022[25]
- SAP S/4HANA 2023: 11. Oktober 2023[26]

Cloud
- SAP S/4HANA Cloud 1908: August 2019
- SAP S/4HANA Cloud 1911: November 2019
- SAP S/4HANA Cloud 2002: Februar 2020
- SAP S/4HANA Cloud 2005: April 2020
- SAP S/4HANA Cloud 2008: Juli 2020
- SAP S/4HANA Cloud 2011: Oktober 2020[28]
- SAP S/4HANA Cloud 2102: Februar 2021[29]
- SAP S/4HANA Cloud 2105: Mai 2021[30]
- SAP S/4HANA Cloud 2108: August 2021[31]
- SAP S/4HANA Cloud 2110: Oktober 2021[32]
- SAP S/4HANA Cloud 2202: Januar 2022[33]
- SAP S/4HANA Cloud 2208: August 2022[34]
- SAP S/4HANA Cloud 2302: Februar 2023
- SAP S/4HANA Cloud 2308: August 2023
- SAP S/4HANA Cloud 2402: Februar 2024
- SAP S/4HANA Cloud 2408: August 2024[35]

## Integration in das Unternehmen
SAP S/4HANA kann auf verschiedene Arten in das Unternehmen integriert werden: On-Premise, als Cloud-Lösung oder als eine Hybrid-Variante in unterschiedlichen Anwendungsfällen. Heutzutage bevorzugen Unternehmen die Brownfield-Methode (Systemkonvertierung), die häufig schneller umsetzbar ist als der Greenfield-Ansatz, jedoch im Gegensatz zur Neuimplementierung Nachteile mit sich bringt im Hinblick auf die Nutzung des Potenzials von SAP S/4HANA, die Prozess-Standardisierung, die Definition neuer Geschäftsmodelle und die weniger zukunftsfähige Systemarchitektur.
Einer der „kürzesten Wege“ zu SAP S/4HANA ist der Weg über SAP Central Finance. Mit Hilfe dieser Plattform (und dem Ansatz „Finance First“) können Unternehmen ihre heterogene Systemlandschaft mit einem zentralisierten SAP S/4HANA-Finance-System verknüpfen – sowohl SAP-, als auch Non-SAP-Systeme.

## Implementierung
SAP S/4HANA bietet unterschiedliche Arten zur Implementierung (neue Implementierung, System-Konvertierung und selektive Migration). Die richtige Wahl ist stets vom Ausgangspunkt des Kunden abhängig. Dabei müssen verschiedene Kriterien berücksichtigt werden. Dazu zählen systemtechnische und organisatorische Einflussfaktoren wie die strategischen Ziele des Unternehmens, die Kosten, die Komplexität der Umsetzung oder die Risikobereitschaft der Organisation.
- New Implementation[46] (neue Implementierung): wird auch als Greenfield-Ansatz bezeichnet. Darunter versteht man die Migration von einem non-SAP-System oder einem anderen ERP-System auf ein SAP-System. Dieser Vorgang verlangt einen initialen Datenladeprozess. Ziel ist es, die Stamm- und Bewegungsdaten des alten Systems in das neue SAP-System zu migrieren. Die Neuimplementierung erfolgt beim Greenfield-Ansatz stets nah am SAP-Standard und den Best Practices.[2]
- System Conversion[46] (System-Konvertierung): wird auch als Brownfield-Ansatz bezeichnet.[47] In diesem Szenario hat der Kunde bereits die SAP Business Suite im Einsatz und möchte diese nun auf das neue SAP-S/4HANA-Release bringen. Aus der technischen Sicht unterstützen dabei der Software-Update-Manager (SUM) mit der Daten-Migrations-Option (DMO).
- Selektive Data Transformation[46] (selektive Migration, früher: Landscape Transformation): Es gibt SAP Data Management- und Landscape Transformation (DMLT)-Tools und -Services für den selektiven Transfer von Konfiguration und Daten aus dem bisherigen ERP-System in die SAP S/4HANA-Instanz. Dabei können mehrere ERP-Lösungen zusammengeführt werden.[48]

## Addons von Drittanbietern
SAP S/4HANA lässt sich auch über Addons von Drittanbietern erweitern. Sowohl die On-premise als auch Cloud-Version (mit Ausnahme der Public-Cloud) lassen sich so um weitere Funktionen und Module erweitern. Dies bietet weitere Möglichkeiten für die Anwender das System auf ihre Bedürfnisse anzupassen und Arbeitsabläufe und Prozesse zu optimieren. SAP sieht auch eine Zertifizierungsmöglichkeit für die Addons vor.
Bei der Nutzung von SAP S/4HANA zusammen mit Drittanwendungen spielt die indirekte Nutzung eine wichtige Rolle. Diese entsteht, wenn Drittanwendungen auf SAP-Daten zugreifen, ohne die SAP-Oberfläche direkt zu verwenden. SAP regelt dies über das Digital Access-Modell, bei dem die Anzahl bestimmter Dokumente, wie Verkaufsbelege oder Rechnungen, lizenzpflichtig ist. Lese- und Änderungszugriffe bleiben lizenzfrei.

## Produktlebenszyklus
Für beide Versionen von SAP S/4HANA – On-Premise und die Cloud-Lösung – gibt es eine Update-Strategie. Seit Anfang 2022 veröffentlicht SAP für die Cloud nicht mehr vier Releases pro Jahr, sondern zwei Releases: im Februar und August jedes Jahres, wobei für die On-Premise-Variante nur einmal im Jahr ein neues Release zur Verfügung steht. Dafür werden hier jedes Quartal Feature Pack Stacks (FPS) und/oder Support Package Stacks (SPS) herausgegeben.
On-premise: jährlich neue Produktversion (z. B.: SAP S/4HANA 1610), gefolgt von drei FPS – eines pro Quartal. Folgt ein neues Produkt, so bleiben für die Vorgänger-Varianten die SPS pro Quartal erhalten (bis zum Ende des Supports). Technisch gleicht ein FPS inhaltlich dem SPS; allerdings enthält der FPS weniger „bahnbrechende“ Neuerungen. Die Nummerierung ist aufsteigend – so folgt einem FPS3 ein SPS4. Der erste FPS wurde von SAP für SAP S/4HANA 1610 am 22. Februar 2017 veröffentlicht.
Cloud: SAP bietet für die Cloud-Lösung für alle produktiven Kunden ein Update pro Halbjahr. Dabei können die Updates neue Business-Funktionen und/oder Fehlerbehebungen beinhalten. Kleine Ergänzungen oder Fehlerbehebungen werden in Bug-Fixes oder Patches ausgeliefert.

## Wartungsende
Im Februar 2020 hat Christian Klein, damals als Co-Vorstandssprecher der SAP, den Kunden eine Wartungszusage für S/4HANA bis Ende 2040 gegeben.